# ダイヤモンド・パラダイス
『ダイヤモンド・パラダイス』は、槇村さとるによる日本の漫画。『別冊マーガレット』（集英社）において、1984年1月号から11月号まで連載された。単行本は全3巻（集英社マーガレットコミックス）。文庫版は全2巻（集英社文庫）。

## あらすじ
真木ひとみは、高校最後の学園祭の折にセミプロバンドAZのメンバーからヴォーカリストとしてスカウトされ、初めてライブハウスの舞台に立つことになった。何とか2曲を歌い終えたひとみの前に、彼女の歌声を聞いて感銘を受けたという少年、弥樹が現れ、ひとみは初めて出来たファンとして、彼をバンドメンバーに紹介する。弥樹はやがて、バンドの中に深く入り込み、「TOKIO」音楽祭の地区予選の日、練習のしすぎによる風邪で高音が出なくなったひとみのかわりに高音部を担当するようになり、AZはひとみと弥樹のツインヴォーカル制になる。
AZメンバーは「TOKIO音楽祭」への優勝に闘志を燃やし、とりわけ弥樹は優勝の二文字にこだわっていた。だが、突如バンドに反旗を翻し、ライバルバンド、ジンクスのヴォーカルになってしまう。

## 登場人物

### 主要人物
真木ひとみ（まき ひとみ）
物語のヒロイン。物語の開始時点では高校生。最初のコンサートで、醉っぱらってけがをして床に血をつけたという弥樹に関心を持ち、彼に惹かれながらも、彼の才能に嫉妬する複雑な感情を抱くようになる。弥樹がバンドを離れた際には、憎しみの感情をこめて舞台に立ち、音楽祭に参加していた小暮ミカに自身の歌を褒められた際にも、「あなたたちの方がずっと輝いて見える」と述懐する。その後、AZの事実上の解散後にRISEプロダクションのコーラスガールのオーディションを受け、合格したミカ・桂木沙織とともにコーラスグループ、ゴールド・ラッシュを結成する。ミカに、憎しみつつも弥樹のことを思っている本心を衝かれ、動揺する。
相沢弥樹（あいざわ ひろき）
物語の主人公。医師の一家に育つ。「パラダイス」という歌が気に入ったと、ひろみのファンを称してAZに近づく。AZのメンバーには芝居をしていたと嘘をついていた。TOKIO音楽祭の予選の際、ひとみの高音パートの代役をすることで、ひとみとともにヴォーカルを担当するようになる。その後、吉行の誘いを受け、鈴木とともにAZを脱退し、ライバルバンド、ジンクスのメンバーになる。実は幼少時より血液の癌のような不治の病気に侵されており、たまたまはいったライブハウスで、ひとみの「パラダイス」を聞いたことがきっかけで、自分の声をレコードに残そうと決意していた。ただ一つの誤算は、ひとみのことを本気で愛してしまったことだった。鈴木の忠告と、ひとみの真の思いを知り、病魔と闘うことを決意し、ロンドンでLPの収録をしたら、入院することを祖父に約束するが、ひとみが塵中見舞いにロンドンへ来て帰国した後、再度倒れ、結局3曲のレコーディングをすませることしかできなかった。真実を聞かされ、歌えなくなったひとみを病床からの電話で励ます。

### AZの関係者
園山真也（そのやま しんや）
AZのリーダー。キーボード担当。既婚者。TOKIO音楽祭の後、アレンジャーとしての仕事を受け、バンドを事実上の解散状態にする。弥樹の脱退を最初は責めるが、彼が自分たちの目を覚まさせてくれた、と述懐する。
馬場（ばば）
AZのドラムス。
江崎（えざき）
AZのリードギター。通称「崎（ざき）」。
鈴木（すずき）
AZのベースで、物語のキーパーソン。弥樹の行動に興味を持ち、彼とともに吉行の誘いに乗る。弥樹の病について本人から聞かされ、ひとみに、ジンクスに仕事がはいったら、「ゴールド・ラッシュ」に「バックコーラス」を頼みたい、今の弥樹にはひとみが必要だと懇願する。弥樹の覚悟に対して、「オレだって、明日車にぶつかって死ぬかも知れないんだぜ。おまえひとりが何をしたって許される免罪符を持ってるつもりか？」・「これは忠告だ、思いどおりに人間が動くと思うな－ガキ！」と彼を面罵しつつも諭し、家にもどることを勧める。弥樹のロンドンでのレコーディングの際には、弥樹の祖父に緊急の場合の対処法を尋ねていた。
園山りえ
園山の妻。TOKIO音楽祭のテープ審査の合格通知をAZメンバーに届けに来た際に、ひろみや弥樹と知り合い、自身の美容室で二人にパーマをかける。のちに園山の子供をもうけ、園山がバンドよりも自分を選んだからAZが解散状態になったのではないか、とひとみに謝罪する。

### ゴールド・ラッシュの関係者
小暮ミカ（こぐれ　みか）
TOKIO音楽祭の参加者の一人で、21歳。音楽祭でひとみに声をかけたことで彼女と知り合う。音楽祭の後、所属していたバンドが解散し、ひとみと同じコーラスガールのオーディションを受け、合格。その際に、コーラスとは内山田洋とクールファイブのようなものだと思っていたらしい。正直な性格をそのまま表現するタイプ。弥樹への思いを語ったひとみに、憎んでいると愛しているは同じ意味ではないかと呟く。
桂木沙織（かつらぎ　さおり）
三人目の「ゴールド・ラッシュ」のメンバーで、最年長。22歳。ジャズ・ヴォーカリストであったと本人は語っている。
橋本（はしもと）
「ゴールド・ラッシュ」のマネージャー。
篠井由子（しのい　ゆうこ）
「ゴールド・ラッシュ」が初めてバックをつとめた実力派の歌手。ひとみたちを気に入り、全国ツアーのバックコーラスに指名する。当人もコーラスガール出身であったらしい。弥樹ともデュエットし、楽屋で二人が親しそうにしていたところを除き見したひとみはショックを受けている。コーラスのつけかたが、ひとみと弥樹とで共通している、と評している。吉行に、弥樹のことを「かわいい」と語っていたようである。

### その他の登場人物
吉行（よしゆき）
プロデューサー。10年前の存在した「ワールド・エンド」というニュー・ウェーブのバンドのリーダーだった。新人育成にたけている。TOKIO音楽祭の九州代表のジンクスをてこ入れしており、弥樹と鈴木をジンクスに引き抜いている。ひとみのことは弥樹には邪魔な存在だと認識していた。
田口（たぐち）
弥樹のマネージャー。弥樹のことを芸能界で生き残っていけるシンガーと評価していた。
本町内科医院の院長
弥樹の祖父。弥樹の声のことで、悩んでいたひとみに思い詰めないようにとアドバイスをする。ひとみの死んだ祖父に似ているらしい。弥樹には、医院を継がなくても良いと語っていたらしい。
中村（なかむら）
J・B音楽事務所のプロデューサー。AZのスカウトをするが、歌謡曲を歌うこと、ひとみは必要はないと園山に条件をつける。
弥樹の兄
弥樹の体のことを心配し、絶対に弥樹を自分たちが死なせないから、芸能界を続けても良いから、家にもどって欲しい、と弥樹に懇願する。
弥樹の父
自暴自棄になり、病院から脱走しては盛り場で補導される弥樹を叩き、耳に怪我をさせた。その時の血がとまらないまま、弥樹はライブハウスにはいり、AZの演奏を耳にすることになった。

## 解説
- 『ダンシング・ゼネレーション』連載終了時に、『N★Yバード』とともに作者が描きたかったテーマで、担当が新しく変わったばかりであったため、『N・Yバード』の方が先に連載された。

- 連載中に作者が体を壊し、死んで行く人間を描くと言うことは、恐ろしく緊張感をともない、体力を消耗することだと思ったという。人が死ぬテーマを描くのはこりごり、と思いつつ、生と死、性はどうしても自分から逃れられないテーマなのか、と自覚したともいう[1]。

## セブンスアベニュー・ラブ
『セブンスアベニュー・ラブ』は、槇村さとるによる日本の漫画。『週刊マーガレット』（集英社）1983年15号に掲載された。作者が『ダイヤモンド・パラダイス』を描くきっかけとなった作品。『N★Yバード』に登場するGOという人物が主役のサイドストーリー。

### あらすじ
本郷亨は、ニューヨークでバンド・オーディションを受ける途中の雪の道で、プーキーと名乗る一風変わった美少女と出会う。彼女のおかげでベースを台無しにされた亨であったが、運良くオーディションに合格する。その後、プーキーと再会した亨は、なりゆきから彼女と暮らすようになるが、バンドメンバーとの軋轢を起こし、またプーキーの腕に注射のあとがあるのを見て、疑念を抱く。

## 書誌情報
- 槇村さとる 『ダイヤモンド・パラダイス』 集英社 〈マーガレットコミックス〉、全3巻
  1. 1984年11月22日発売[2]、〈MC：1023〉、ISBN 4-08-849023-1
  2. 1984年12月17日発売[3]、〈MC：1031〉、ISBN 4-08-849031-2
  3. 1985年4月25日発売[4]、〈MC：1063〉、ISBN 4-08-849063-0

- 槇村さとる 『ダイヤモンド・パラダイス』 集英社 〈集英社文庫〉、全2巻
  1. 1999年1月19日初版発行、〈文庫：ま6-13〉、ISBN 4-08-617248-8
  2. 1999年1月19日初版発行、〈文庫：ま6-14〉、ISBN 4-08-617249-6